# Das Zauberkarussell
Das Zauberkarussell war eine französische Fernsehserie für Kinder, die in Deutschland ab dem 3. September 1966 vom ZDF gesendet wurde. 450 jeweils fünf Minuten lange Folgen der Puppentrickserie wurden von Danot Films produziert. Die Serie wurde von 1964 bis 1971 unter dem Titel Le manège enchanté in Frankreich ausgestrahlt.

## Figuren der Serie
Die Figuren haben in der deutschsprachigen Fassung folgende Namen:
- Zebulon: Ebenso wie im französischen Original heißt das undefinierbare Wesen im Deutschen „Zebulon“, so wie einer der 12 Stämme Israels. Es kann mit seinem Schnurrbart zaubern und ruft mit rollendem R: „Turnikuti, Turnikuta, Zebulon ist wieder da!“. Zebulon hüpft auf einer Sprungfeder statt Beinen, kündigt sich immer mit einem „Boing!“ an und schickt die Kinder am Ende jeder Folge ins Bett.
- Pollux: Der weiße, zottelige Hund Pollux lebt nach einer strengen Diät. Die einzige Nahrung, die er zu sich nimmt, ist Zucker in Würfelform.
- Wilma: Diese rosa Kuh kaut ständig Blumen.
- Vater Pivoine: Der Gärtner mit der Drehorgel ist in der ersten Folge traurig, weil sein magisches Karussell weg ist. Zebulon bringt ihn in den Garten mit dem Zauberkarussell und er ist wieder froh.
- Margot: ein patentes kleines Mädchen, welches Alice im Wunderland ähnelt.
- Basil: ihr kluger Freund, der immer einen Trainingsanzug trägt
- Castor: Dieser Hase baut Pflanzen in seinem Garten an.
- Hugo Schneckerich: eine kleine sächsisch sprechende Schnecke.

## Produktion und Veröffentlichung
Die Serie entstand ab 1963 bei Danot Films unter Regie und nach dem Drehbuch von Serge Danot. Die Musik komponierte Alain Legrand und für die Animationen war Ivor Wood verantwortlich. Es entstanden 450 Folgen mit je 5 Minuten Laufzeit, jeweils mit 7.500 Einzelbildern. Ab dem 5. Oktober 1964 wurde die Serie von ORTF in Frankreich gezeigt. Die deutsche Fassung startete am 2. Januar 1966 im ZDF. Die Folgen liefen zunächst Sonntag nachmittags, später samstags. Es folgten Ausstrahlungen unter anderem in den Niederlanden, Japan, Australien und Brasilien. Über die Jahre wurde die Serie von 98 Sendern in 28 Sprachen gezeigt.
In Großbritannien wurde die Sendung ab 1965 unter dem Titel The Magic Roundabout bekannt. Eric Thompson fertigte für die englische Fassung völlig neue Dialoge an. Auch die Figuren hatten andere Namen als im französischen Original oder der deutschen Fassung:
- Dougal, der Hund (dt.: Pollux), der im französischen Original mit einem starken britischen Akzent sprach.
- Zebedee, der Zauberer (dt.: Zebulon)
- Ermintrude, die Kuh (dt.: Wilma)
- Mr. MacHenry, der Gärtner (dt.: Vater Pivoine)
- Florence, das Mädchen (dt.: Margot)
- Dylan, der Hase (dt.: Castor)
- Brian, die Schnecke (dt.: Hugo Schneckerich)

1992 kaufte die BBC die Rechte an 52 weiteren Folgen, die bis dahin nicht in Großbritannien gezeigt worden waren. Da Eric Thompson inzwischen verstorben war, wurden die Texte von Nigel Planer geschrieben und gesprochen.

## Synchronisation
| Rolle    | französische Stimme |
| -------- | ------------------- |
| Pollux   | Jacques Bodoin      |
| Ambroise | Serge Danot         |
| Azalée   | Micheline Dax       |
| Margote  | Patricia Danot      |

## Weitere Verfilmungen
1970 entstand in Frankreich der Puppentrickfilm Pollux et le chat bleu, der Geschichten aus der Serie als Kinofilm umsetzt. Regie und Drehbuch stammen von Serge Danot. Er kam auch im Vereinigten Königreich, den USA und Brasilien heraus.
Im Jahr 2005 erschien der computeranimierte Kinofilm The Magic Roundabout (auch Sprung! The Magic Roundabout), mit den Stimmen von Tom Baker als Zeebad, Ian McKellen als Zebedee (= Zebulon, der in der französischen Fassung von Élie Semoun gesprochen wird), Kylie Minogue als Florence und Sängerin des Titelsongs The Magic Roundabout, Robbie Williams als Dougal in der englischen Fassung und Joanna Lumley als Ermintrude. Im Jahr 2006 kam der Film unter dem Titel „Doogal“ in die US-amerikanischen Kinos.
Eine neue The Magic Roundabout-Serie entstand bei den Studios Action Synthese und Silver Fox Films mit Computeranimationen. Regie führte Graham Ralph. Die neue Serie mit 104 Folgen in zwei Staffeln startete in Großbritannien beim Sender Nick Jr. am 10. Juli 2007 sowie später in weiteren Ländern. Deutsche Fernsehpremiere war am 17. November 2008 bei KiKA.